# Kap-kingklip
Kap-kingklip (Genypterus capensis) är en fiskart som först beskrevs av Smith, 1847.  Kap-kingklip ingår i släktet Genypterus och familjen Ophidiidae. Inga underarter finns listade i Catalogue of Life.